# Valmadrera
Valmadrera é uma comuna italiana da região da Lombardia, província de Lecco, com cerca de 10.872 habitantes. Estende-se por uma área de 12 km², tendo uma densidade populacional de 906 hab/km². Faz fronteira com Canzo (CO), Civate, Galbiate, Lecco, Malgrate, Mandello del Lario, Valbrona (CO).

## Demografia
| Variação demográfica do município entre 1861 e 2011                               |
|                                                                                   |
| Fonte: Istituto Nazionale di Statistica (ISTAT) - Elaboração gráfica da Wikipedia |